# Renofa Yamaguchi FC
Renofa Yamaguchi FC (レノファ山口FC?) är ett fotbollslag från Yamaguchi i Yamaguchi prefektur, Japan. Laget spelar för närvarande (2021) i den näst högsta proffsligan J2 League.

## Placering tidigare säsonger
| Säsong | Nivå | Liga      | Placering | Referens | Notering |
| ------ | ---- | --------- | --------- | -------- | -------- |
| 2015   | 3    | J3 League | 1         | [ 1 ]    |          |
| 2016   | 2    | J2 League | 12        | [ 2 ]    |          |
| 2017   | 2    | J2 League | 20        | [ 3 ]    |          |
| 2018   | 2    | J2 League | 8         | [ 4 ]    |          |
| 2019   | 2    | J2 League | 15        | [ 5 ]    |          |
| 2020   | 2    | J2 League | 22        | [ 6 ]    | Pandemin |
| 2021   | 2    | J2 League | 15        | [ 7 ]    | Pandemin |
| 2022   | 2    | J2 League | 16        | [ 8 ]    | Pandemin |
| 2023   | 2    | J2 League | 20        | [ 9 ]    |          |
| 2024   | 2    | J2 League | 11        | [ 10 ]   |          |

## Trupp 2022
Aktuell 23 april 2022.
| Nr | Land      | Pos | Namn                                      |
| -- | --------- | --- | ----------------------------------------- |
| 1  | Japan     | MV  | Akira Fantini (lån från Tokushima Vortis) |
| 2  | Japan     | F   | Kosuke Kikuchi                            |
| 3  | Brasilien | F   | Renan                                     |
| 4  | Japan     | F   | Hikaru Manabe                             |
| 5  | Japan     | MF  | Kentaro Sato                              |
| 6  | Japan     | F   | Hirofumi Watanabe                         |
| 7  | Japan     | MF  | Hiroto Ishikawa                           |
| 8  | Japan     | MF  | Kensuke Sato                              |
| 9  | Japan     | A   | Kazuhito Kishida                          |
| 10 | Japan     | MF  | Joji Ikegami                              |
| 11 | Japan     | MF  | Yatsunori Shimaya                         |
| 13 | Japan     | A   | Shuhei Otsuki                             |
| 14 | Japan     | F   | Kento Hashimoto                           |
| 16 | Japan     | MF  | Masakazu Yoshioka                         |
| 17 | Japan     | MV  | Daisuke Yoshimitsu                        |

| Nr | Land  | Pos | Namn                                         |
| -- | ----- | --- | -------------------------------------------- |
| 18 | Japan | A   | Daisuke Takagi                               |
| 19 | Japan | A   | Takaya Numata                                |
| 20 | Japan | MF  | Wataru Tanaka                                |
| 21 | Japan | MV  | Kentaro Seki                                 |
| 22 | Japan | F   | Jin Ikoma                                    |
| 26 | Japan | MF  | Riku Kamigaki                                |
| 27 | Japan | F   | Hidenori Takahashi                           |
| 30 | Japan | A   | Reoto Kodama (lån från Sagan Tosu)           |
| 31 | Japan | MV  | Riku Terakado (lån från Yokohama F. Marinos) |
| 33 | Japan | MF  | Koji Yamase                                  |
| 38 | Japan | A   | Kota Kawano                                  |
| 41 | Japan | F   | Kaito Kuwahara                               |
| 47 | Japan | F   | Ginta Uemoto                                 |
| 49 | Japan | A   | Tsubasa Umeki                                |